# Langues biu-mandara
Les langues biu–mandara ou tchadiques centrales forment une branche des langues afro-asiatiques parlées au nord-est du Nigeria, dans le nord du Cameroun et dans une moindre mesure au Tchad. La langue de cette famille la plus largement parlée est le kamwe avec environ 300 000 locuteurs.

## Classification

### Gravina (2014)
En 2014, Richard Gravina classe les langues biu-mandara comme ceci, dans le cadre d’une reconstruction de la proto-langue. Les lettres et les nombres en parenthèses correspondent aux branches dans les précédentes classifications. Les plus gros changements concernent la cassure et la réassignation des branches de l’ancien mafa (A.5) et du mandage (Kotoko) (B.1).
- Sud
  - Sud[Note 1]
    - Bata (A.8)
      - Bata propre : Bacama (en), Bata, Fali de Mubi (en), Gude, Gudu, Holma (en) (†), Jimi, Ngwaba (en) (de A.1 Tera), Nzanyi, Sharwa
      - Tsuvan : Tsuvan, Zizilivakan

    - Daba (A.7)
      - Daba propre : Daba, Mazagway
      - Mina : Mina, Mbudum
      - Buwal : Buwal, Gawar

    - Mafa (= Sud A.5 Mafa (d)): Mafa, Mefele, Cuvok
    - Tera (A.1) : 
      - Tera de l’Est : Boga (en), Ga’anda (en), Hwana (en)
      - (Tera de l’Ouest) : Jara (en), Tera

    - Sukur (en) (A.6)
- Hurza
  - Hurza (de A.5 Mafa): Vame, Mbuko
- Nord
  - Margi–Mandara–Mofu
    - Margi (A.2)
      - Bura : Bura-pabir (en), Cibak, Putai (en), Nggwahyi (en)
      - Margi propre : Huba (en), Marghi du Sud (en), Marghi

    - Mandara (A.4) :
      - Wandala : Wandala (Malgwa), Glavda
      - Dghwede : Cineni (en), Dghwede, Guduf-Gava, Gvoko
      - Podoko : Paduko, Mouktélé (de A.5 Mafa)

    - Mofu (partie du Sud A.5 Mafa)
      - Tokombere : Ouldémé, Mada, Muyang, Moloko
      - Meri : Zulgo, Gemzek, Merey, Dugvor
      - Mofu propre : Mofu du Nord, Mofu-gudur

  - Maroua
    - Maroua (partie du Sud A.5 Mafa (c)) : Guiziga du Nord, Guiziga du Sud, Baldemu

  - Lamang
    - Lamang (Ouest A.4 Wandala) : Laamang, Hidé, Vemgo-mabas

  - Higi
    - Higi (A.3) : Bana, Hya, Psikye, Kamwe, Kirya-Konzel

  - Musgum – North Kotoko
    - Kotoko Island : Buduma
    - Kotoko du Nord : Makari, Afade, Malgbe, Maslam
    - Musgum (B.2) : Mousgoum, Mbara, Muskum (†)

  - Kotoko du centre
    - Kotoko du centre : Lagwan, Mser

  - Kotoko du Sud
    - Kotoko du Sud : Jina, Majera

  - Guidar

Le jilbe (en) n’a pas été classé faute de sources.

### Blench (2006)
Les branches de la famille biu–mandara s’organisent traditionnellement soit par leurs noms ou par des lettres et des nombres dans un format donné. En 2006, Roger Blench (en) les a organisées comme ceci :
- Tera (A.1) : Tera, Pidlimdi (en) (Hinna), Jara (en), Ga’anda (en), Gabin (en), Boga (en), Ngwaba (en), Hwana (en)
- Bura–Higi
  - Bura (A.2) : Bura-pabir (en) (Bura), Cibak (Kyibaku), Nggwahyi (en), Huba (en) (Kilba), Putai (en) (Marghi West), Marghi (Margi, Margi Babal), Marghi du Sud (en)
  -  ? Bata
  - Higi (A.3) : Kamwe (Psikye, Higi), Bana, Hya, ? Kirya-Konzel
- Wandala–Mafa
  - Wandala (Mandara) (A.4)
    - Est : Wandala (Mura, Mandara, Malgwa), Glavda (Gəlvaxdaxa)
    - Paduko (Podoko)
    - Ouest : Gvoko, Guduf-Gava (Cineni (en)), Dghwede, Hidé (Xədi, Hedi, Tur), Laamang, Woga (en), Vemgo-mabas
    - Sukur (en) (Sakwun, A.6)

  - Mafa (A.5)
    - Mafa du Nord-Est : Vame (Pəlasla), Mbuko, Gaduwa
    - Mouktélé
    - Mafa du Sud
      - (a) Ouldémé, Muyang, Mada, Moloko
      - (b) Zəlgwa-Minew, Gemzek, Dugvor (Mikere), Merey
      - (c) Guiziga du Nord, Guiziga du Sud, Mofu du Nord, Mofu-gudur (Mofu du Sud), Baldemu (Mbazlam)
      - (d) Cuvok, Mafa, Mefele, Shügule
- Daba (A.7)
  - Daba du Nord : Buwal (Gadala), Gawar (Kortchi)
  - Daba du Sud : Mina (Besleri, Hina), Daba (Mazagway), Mbudum
- Bata (Gbwata) (A.8) : Bacama (en), Bata (Gbwata), Sharwa, Tsuvan, Gude, Fali de Mubi (en), Zizilivakan (Ulan Mazhilvən, Fali of Jilbu), Jimi (Jimjimən), Gudu, Holma (en) (†), Nzanyi
- Mandage (Kotoko) (B.1)
  - Mandage du Sud : Mser (Kousseri), Lagwan (Logone)
  -  ? Jilbe (en)
  - Mandage du Nord : Afade, Maslam, Malgbe (Gulfey), Makari
- Buduma (Yedina)
- Est–Central
  - Guidar (Kaɗa)
  - Munjuk (B.2) : Mbara, Muskum (Muzuk) (†), Mousgoum (Mpus, Beege, Vulum)
  - Mida’a (< B.1) : Jina, Majera

### Barreteau (1987)
La classification des langues tchadiques centrales du nord du Cameroun selon Barreteau, Breton et Dieu (1987):
Sous-branche A
- Groupe combiné wandala/mafa
  - Groupe wandala
    - Sous-groupe nord
      - wandala (wandala, mura, malgwa)
      - gəlvaxdaxa (glavda)

    - Sous-groupe centre
      - parəkwa (podokwo)

    - Sous-groupe sud
      - gəvoko
      - xədi (hidé) ; mabas

  - Groupe mafa
    - Sous-groupe sud
      - (A)
        - mafa (mafa-ouest, mafa-centre, mafa-est)
        - mefele (mefele, sərak, muhur ; shügule)
        - cuvok

      - (B)
        - mofu-sud (Gudal, Mokong, Diméo)
        - mofu-nord (Duvangar, Durum-Wazang)
        - giziga-sud (Lulu, Muturwa ; Mijivin)
        - giziga-nord
        - baldamu

      - (C)
        - ɗugwor (ɗugwor, mikiri)
        - merey (mofu de Méri)
        - zəlgwa (zəlgwa, minew ; gemzek)
        - gaɗuwa

      - (D)
        - məlokwo
        - maɗa
        - muyang
        - wuzlam (ouldémé)

    - Sous-groupe nord-ouest
      - matai (mouktélé)

    - Sous-groupe nord-est
      - mbuko
      - pəlasla (pəlasla, ndreme, mbərem, ɗəmwa, hurza)
- Groupe combiné margi/gbwata
  - Groupe margi
    - psikyɛ (psikyɛ, zləŋə, wula) (kapsiki)
    - hya
    - bana

  - Groupe gbwata
    - Sous-groupe nord
      - (A)
        - jimjimən (jimi)
        - gude
        - zizilivəkən ("fali de Jilvu")

      - (B)
        - sharwa
        - tsuvan

    - Sous-groupe sud
      - njanyi
      - gbwata (bata)

  - Groupe daba
    - Sous-groupe sud
      - daba (daba, mazagway, tpala)

    - Sous-groupe nord
      - (A)
        - besleri (hina)
        - mbədam

      - (B)
        - gavar
        - buwal (gadala)

Sous-branche B
- Groupe kada
  - kaɗa (gidar)
- Groupe masa
  - Sous-groupe sud
    - masa (masa-ouest, masa-centre, masa-est) ; musey
    - lame

  - Sous-groupe nord
    - zumaya
- Groupe munjuk
  - munjuk (muzuk, mpus, beege) (cf. vulum, mbara, muskum au Tchad)
- Groupe mida'a (kotoko-sud)
  - jina (jina, muxule)
  - majara (majəra, kajire-ɗulo, hwaləm)
- Groupe combiné mandage/yedina
  - Groupe mandage (kotoko-nord)
    - Sous-groupe sud
      - lagwan (kotoko de Logone-Birni)
      - msər (kotoko de Kousséri)

    - Sous-groupe sud
      - afaɗə
      - maslam (maslam, sahu)
      - mpadə (kotoko de Makari)
      - malgbe (kotoko de Gulfey)

  - Groupe yedina
    - yedina (boudouma)

### Barreteau (1984)
La classification des langues tchadiques centrales du nord du Cameroun selon Barreteau, Breton et Dieu (1984):
Sous-branche A
- Groupe combiné wandala-mafa
  - Groupe wandala
    - Sous-groupe est
      - wandala
        - wandala (mandara)
        - mura (mora / kirdi-mora / mora massif)
        - malgwa (gamergou)

      - gəlvaxdaxa (gelvahdaha / glavda / guélébda)
      - parəkwa (parekwa / podokwo)

    - Sous-groupe ouest
      - gavoko (gevoko / ngossi)
      - xədi (hedi / hidé / ftour / tourou)
      - mabas

  - Groupe mafa
    - Sous-groupe nord-est
      - ndreme (vamé-mbrémé)
        - ndreme (vamé)
        - mbərem (mbrémé)
        - dəmwa (doumé)
        - pəlasla (gwendélé)
        - hurza (ourza)

      - mbuko (mbokou)

    - Sous-groupe nord-ouest
      - matal (mouktélé / muktile)

    - Sous-groupe sud
      - Sous-groupe wuzlam-muyang-maɗa-məlokwo
        - wuzlam (ouldémé)
        - muyang (mouyengué / mouyeng)
        - maɗa (mada)
        - məlokwo (molkwo / mokyo-molkoa)

      - Sous-groupe zulgwa-ɗugwor-merey
        - zulgwa
          - zulgwa (zulgo), minew (minéo)
          - gemzek (gemjek)

        - ɗugwor (dougour)
          - ɗugwor
          - mikere (mikiri / mofou de Mikiri)

        - merey (meri / mofou de Méri)

      - Sous-groupe giziga-mofu
        - giziga-nord (giziga de Maroua, Dogba, Tchéré)
        - giziga-sud (giziga de Loulou, Moutouroua, Midjivin)
        - mofu-nord (mofou de Douroum, Douvangar, Wazang)
        - mofu-sud (mofou de Mokong, Goudour, Zidim / mofu-gudur)

      - Sous-groupe cuvok-mefele-mafa
        - cuvok (tchouvok)
        - mefele (boula hay)
          - mefele, sərak (sirak), muhura (mouhour)
          - shügule (chougoulé)

        - mafa (mofa / matakam)
          - mafa-ouest : Magoumaz, Mavoumay
          - mafa-centre : Ouzal, Koza, Mokola, Mokolo, Ldamtsaï
          - mafa-est : Soulédé, Roua
- Groupe combiné margi-gbwata
  - Groupe margi
    - psikye (psiki / kapsiki)
      - psikye
      - zləŋə (zlenge)
      - wula (wula-xaŋku « wula-massif » / woula)

    - hya (Amsa / ghyɛ ?)
    - bana

  - Groupe gbwata
    - Sous-groupe nord
      - jimi (djimi) ; guɗe (gude / goudé)
      - zilivə (zilive / zizilivəkən / fali de Jilvu)
      - sharwa ; tsuvan (Téléki)

    - Sous-groupe centre
      - njanyi

    - Sous-groupe sud
      - gbwata (gwaate / gbwaati / ɓwaare / bata)

  - Groupe daba
    - Sous-groupe nord
      - buwal (gadala)
      - gavar (gawar / kortchi)

    - Sous-groupe sud
      - hina
      - daba
        - daba
        - mazagway (musgoy)
        - tpala (kola)

Sous-branche B
- Groupe kaɗa
  - kada (kaɗa / guidar / baynawa)
- Groupe munjuk
  - munjuk (mousgoum)
  - muzuk (mousgoum de Guirvidig)
  - mpus (mousgoum de Pouss)
  - beege (jafga)
  - vulum (au Tchad / mulwi)
- Groupe mida'a
  - jina (zina)
    - jina
    - muxule (muhule)

  - majora (majera / mazera)
- Groupe mandage (kotoko)
  - Sous-groupe sud
    - lagwan (logone)
    - msər (mser / kousséri)

  - Sous-groupe nord
    - aaɗə (afade)
    - maslam (maltam)
      - maslam
      - sahu (sao)

    - malgbe (malgwe / goulfeï)
    - mpadə (mpade / makari)
- Groupe yedina
  - yedina (yɛdɨna / boudouma)

### Newman (1977)
La classification des langues tchadiques centrales selon Paul Newman en 1977.